# سراوان
سراوان (بالفارسية: سراوان) هي مدينة تقع في إيران في قسم. يقدر عدد سكانها بـ 58,652 نسمة .